# Сен-Жиро
Сен-Жиро́, Сен-Жіро (фр. Saint-Girod) — колишній муніципалітет у Франції, у регіоні Овернь-Рона-Альпи, департамент Савоя. Населення — 581 осіб (2011).
Муніципалітет був розташований на відстані близько 440 км на південний схід від Парижа, 90 км на схід від Ліона, 24 км на північ від Шамбері.

## Історія
До 2015 року муніципалітет перебував у складі регіону Рона-Альпи. Від 1 січня 2016 року належав до нового об'єднаного регіону Овернь-Рона-Альпи.
1 січня 2016 року Сен-Жиро, Альбан, Сессан, Еперсі, Моньяр i Сен-Жермен-ла-Шамботт було об'єднано в новий муніципалітет Антрелак.

## Демографія
Динаміка населення (INSEE ):
Розподіл населення за віком та статтю (2006):
| Стать | Всього | До 15 років | 15-24 | 25-44 | 45-64 | 65-85 | Понад 85 |
| --- | ------ | ----------- | ----- | ----- | ----- | ----- | -------- |
| Чоловіки | 263    | 59          | 23    | 94    | 55    | 32    | 0        |
| Жінки | 262    | 78          | 20    | 96    | 40    | 28    | 0        |
| \| Статево-вікова піраміда \| Статево-вікова піраміда \| Статево-вікова піраміда \| \| ----------------------- \| ----------------------- \| ----------------------- \| \| Чоловіки \| Вік \| Жінки \| \| 0 \| 85 + \| 0 \| \| 8 \| 80-84 \| 4 \| \| 4 \| 75-79 \| 4 \| \| 16 \| 70-74 \| 16 \| \| 4 \| 65-69 \| 4 \| \| 4 \| 60-64 \| 8 \| \| 8 \| 55-59 \| 8 \| \| 4 \| 50-54 \| 12 \| \| 39 \| 45-49 \| 12 \| \| 43 \| 40-44 \| 35 \| \| 23 \| 35-39 \| 19 \| \| 16 \| 30-34 \| 23 \| \| 12 \| 25-29 \| 19 \| \| 0 \| 20-24 \| 8 \| \| 23 \| 15-20 \| 12 \| \| 8 \| 10-14 \| 16 \| \| 35 \| 5-9 \| 39 \| \| 16 \| 0-4 \| 23 \| |        |             |       |       |       |       |          |
| Статево-вікова піраміда |        |             |       |       |       |       |          |
| Чоловіки | Вік    | Жінки       |       |       |       |       |          |
| 0 | 85 +   | 0           |       |       |       |       |          |
| 8 | 80-84  | 4           |       |       |       |       |          |
| 4 | 75-79  | 4           |       |       |       |       |          |
| 16 | 70-74  | 16          |       |       |       |       |          |
| 4 | 65-69  | 4           |       |       |       |       |          |
| 4 | 60-64  | 8           |       |       |       |       |          |
| 8 | 55-59  | 8           |       |       |       |       |          |
| 4 | 50-54  | 12          |       |       |       |       |          |
| 39 | 45-49  | 12          |       |       |       |       |          |
| 43 | 40-44  | 35          |       |       |       |       |          |
| 23 | 35-39  | 19          |       |       |       |       |          |
| 16 | 30-34  | 23          |       |       |       |       |          |
| 12 | 25-29  | 19          |       |       |       |       |          |
| 0 | 20-24  | 8           |       |       |       |       |          |
| 23 | 15-20  | 12          |       |       |       |       |          |
| 8 | 10-14  | 16          |       |       |       |       |          |
| 35 | 5-9    | 39          |       |       |       |       |          |
| 16 | 0-4    | 23          |       |       |       |       |          |

## Економіка
2010 року серед 375 осіб працездатного віку (15—64 років) 304 були активними, 71 — неактивною (показник активності 81,1%, у 1999 році було 75,5%). З 304 активних мешканців працювало 286 осіб (157 чоловіків та 129 жінок), безробітними було 18 (7 чоловіків та 11 жінок). Серед 71 неактивної 26 осіб було учнями чи студентами, 27 — пенсіонерами, 18 були неактивними з інших причин.

У 2010 році в муніципалітеті числилось 206 оподаткованих домогосподарств, у яких проживали 572,5 особи, медіана доходів виносила 21 772 євро на одного особоспоживача